# فلورنس فافر
فلورنس فانيدا فافر (من مواليد 8 يونيو 1983) ممثلة فرنسية تايلاندية. بدأت حياتها المهنية كمضيفة تلفزيونية مراهقة في تايلاند، ثم انتقلت في وقت لاحق إلى مجال عرض الأزياء والتمثيل، مما ادء إلى ظهورها السينمائي لأول مرة في فيلم سيام عصر النهضة 2004. انتقلت لاحقًا إلى الولايات المتحدة، حيث تقيم الآن، وظهرت في العديد من الأفلام والمسلسلات التلفزيونية. تم ترشيحه لجائزة Suphannahong Award لأفضل ممثلة، ولكن لم يفوز.

## روابط خارجية
- فلورنس فافر على موقع IMDb (الإنجليزية)
- فلورنس فافر على موقع قاعدة بيانات الفيلم (الإنجليزية)